# إدوارد لويد توماس (مساح أراضي)
إدوارد لويد توماس (بالإنجليزية: Edward Lloyd Thomas)‏ هو مساح أراضي أمريكي، ولد في 1785 في ماريلند في الولايات المتحدة، وتوفي في 1852.